# Maurice de la Corde
Maurice de la Corde, est un médecin français du XVIe siècle.

## Biographie
De la Corde, pour rentrer dans ce corps de la Faculté de médecine de Paris s'était fait octroyer par le roi des lettres de grâce, le 17 mai 1571. La Faculté refusa de l'admettre sans l'autorisation du recteur de l'Université de Paris qui devait connaître de ces délits. 
Protestant, de la Corde en référa au Parlement qui rendit, le 3 août 1573, une décision confirmant un arrêt de 1569 en sa faveur. Le recteur, avisé par le doyen, demanda qu'avant toutes choses, de la Corde abjurât publiquement son erreur devant l'Université. 
Celui-ci de réclamer encore auprès du Parlement : les magistrats déléguèrent Poésie au doyen de la Faculté de médecine, en vue d'un accommodement ; le refus fut formel, et le 24 septembre 1574, le recteur, qui était alors Julien Beré, rédigea une requête contre la décision de la Justice. 
Ce fut son successeur Jean Deniset, qui reçut, le 28 décembre, la rétractation du protestant de la Corde ; d'ailleurs, quand il s'agit de la répéter devant l'Université assemblée, de la Corde fit défaut. On sait dire s'il fut réintégré.

## Sources partielles
: document utilisé comme source pour la rédaction de cet article..
- Paul Delaunay, Vieux médecins mayennais